# Quadrato panmagico di Nasik
Quadrato panmagico di Nasik, scoperto a Nasik, in India.
Noto anche come ultramagico, diabolico o pandiagonale.

## Definizione matematica
Un quadrato panmagico di ordine n' è un quadrato magico con l'addizionale requisito che quando sommate, non soltanto le n righe e le n colonne, ma anche le 2n diagonali "rotte" diano come risultato lo stesso valore numerico costante "magico".
{\displaystyle {\begin{bmatrix}7&12&1&14\\2&13&8&11\\16&3&10&5\\9&6&15&4\\\end{bmatrix}}}
In questo quadrato "diabolico", la somma 34 può essere trovata in 86 modi diversi: righe, colonne, le due diagonali, e 70 differenti modi geometrici. Per esempio, il quadrato può essere diviso in 4 piccoli quadrati minori con somma 34. I quattro angoli hanno la stessa somma. Lo stesso per i quattro numeri al centro. I due numeri nel mezzo della linea superiore, più i due numeri nel mezzo della riga del fondo, e lo stesso avviene nei lati. Le diagonali rotte danno come risultato 34. 
E così via.
Anche il quadrato che segue ha 86 configurazioni diaboliche, è di ordine 4 e costante magica 30, anziché 34, perché inizia con lo zero.
{\displaystyle {\begin{bmatrix}0&13&11&6\\7&10&12&1\\14&3&5&8\\9&4&2&15\\\end{bmatrix}}}
Le 86 possibili configurazioni diaboliche di questo quadrato sono di seguito riprodotte.

## Diabolico?
Operando quasi ogni tipo di somma, con il primo quadrato si ottiene sempre lo stesso risultato: 34.
Per questo qualcuno ha osato definirlo diabolico, ma la sua perfezione sembra piuttosto divina, in quanto ricorderebbe l'età in anni di Gesù: 33 anni, 3 mesi, più 9 mesi di vita intrauterina. E poi la somma tra decine e unità, ovvero 3 + 4, è uguale a 7, numero divino per eccellenza.